# Pojedinačni pravni akt
Pojedinačni pravni akt se donosi na osnovu opšteg pravnog akta (zakona) i uređuje konkretnu situaciju. Predstavlja onaj akt koji sadrži ili stvara pojedinačnu normu.To su uglavnom pisani tekstovi ili usmeni iskazi koji u sebi sadrže individualne pravne norme. Potreba za postojanjem pojedinačnih akata je velika zato što opštom normom nije uvek moguće tako precizno odrediti ponašanje ljudi. Postoje opšte norme kojima je neophodno da budu konkretizovane pojedinačnim aktom da bi se mogle ostvariti, na primer: norma o plaćanju poreza srazmerno imovini ne može se primeniti bez donošenja pojedinačnih normi kojima će se utvrditi konkretan iznos poreske obaveze svakog pojedinca. Takođe postoji i niz opštih normi koje se mogu odmah i neposredno ostvariti bez potrebe da se konkretizuju pojedinačnom normom na primer: norme po kojima svi ljudi imaju pravo na život ili slobodu.

### Vrste pojedinačnih pravnih akata
Pojedinačni pravni akti dele se na dve grupe:
- Pojedinačni pravni akti koji stvaraju norme
  - potpuni pojedinačni akti 
  - nepotpuni pojedinačni akti.
- Pojedinačni pravni akti koji stvaraju samo izvesne elemente predviđene u pretpostavci pravne norme.[2]

#### Potpuni pojedinačni pravni akti
Potpuni pojedinačni akti stvaraju i dispoziciju i sankciju. Ovakvi akti su relativno retki u pravnom poretku.Razlog tome je to što se dispozicija i sankcija toliko među sobom razlikuju da njihovo pojedinačno određivanje treba odvojiti. Ovo se postiže time što se nadležnost za to dodeljuje različitim subjektima.
U okviru potpunih pojedinačnih akata razlikujemo:
1. Upravni potpun pojedinačni pravni akt- je kad, na primer, upravni organ u svom aktu odredi i dispoziciju i sankciju (kada recimo naredi da pozvani pristupi po pozivu, inače će biti kažnjen sa tri dana zatvora).
2. Sudski potpun pojedinačni pravni akt- je kad, na primer, sud odredi da je jedan subjekat dužan da drugom isplaćuje određeni iznos mesečno, a u protivnom da se kazni određenom kaznom.
3. Nedržavni potpun pojedinačni pravni akt (pravni poslovi)- ugovorom se često može odrediti i kazna za njegovo kršenje.

#### Nepotpuni pojedinačni pravni akti
Nepotpuni pojedinačni akti su oni koji stvaraju samo dispoziciju ili samo sankciju. Ovaj akt određuje pojedinačnu dispoziciju, bilo da razrađuje dispoziciju opšte norme, bilo da je samostalno određuje. Pojedinačni pravni akti koji određuju dispoziciju nužni su za svaki pravni poredak. Nadležnost za donošenje ovakvih pojedinačnih pravnih akata dodeljena je državnim organima i nedržavnim subjektima. Državni pojedinačni pravni akti koji sadrže samo dispoziciju su upravni akti, a oni koji sadrže samo sankciju su sudski akti. Izuzetno, dispozicija se može odrediti i sudskim aktom (ukoliko postoji spor).
- Ukaz je akt kojim šef države bodi poslove iz svoje nadležnosti, akt je velike pravne snage ali nije opšti akt već sadrži normu za konkretan odnos. Na primer, imenom i prezimenom ukaz o pomilovanju određenog zatvorenika.
- Upravni akt - Najopštije određeno, upravni akt jeste pojedinačni pravni akt kojim se vrši upravna vlast. On je, dakle, akt vlasti, donosi se od strane uprave kao rezultat rešavanja upravne stvari, a to rešavanje odvija se u upravnom postupku.[4] Uprava je stvorena da bi donosila pojedinačne akte kojima se određuju dispozicije.[2] Pre određivanja dispozicije mora se utvrditi postojanje činjenica koje predstavljaju uslov za njenu primenu. Utvrđivanje ovih činjenica je zato sporedan element upravnog akta.[2] Česti slučaj je da upravni akt bude neposredno primenjivan prinudom, što predstavlja ozbiljan izuzetak od opšteg načela po kome se jedino sankcije mogu primenjivati prinudom. Zbog neizvršenja upravnog akta, može se na subjekta, koji je odbio da akt izvrši, primeniti još i sankcija koju određuje sud. Ukoliko se kasnijim ispitivanjem zakonitosti tog upravnog akta utvrdi da je bio nezakonit, sledi njegovo poništenje. Na primer upravni akt je: upravni akt kojim se pojedincu određuje da u određeno vreme donese određeni iznos poreza, ili da dođe u određeno vreme na određeno mesto radi služenja vojske.

1. Pravni posao je pojedinačan akt nedržavnog subjekta. On određuje dispoziciju koja reguliše ponašanje subjekta, i kao takva je obavezna samo sa njegovim pristankom. Primeri ovakvih pravnih poslova jesu ugovor, testament, brak itd. Najvažnija podela pravnih poslova jeste na jednostrane (oni poslovi koje donosi samo jedna strana) i dvostrani (poslovi koje stvaraju najmanje dve strane svojim saglasnim zaključkom). Mogu se još podeliti i na naplative (kupoprodaja) i besplatne (darovanje) pravne poslove, zatim na pravne poslove među živima i pravne poslove za slučaj smrti (oporuke), kao i na apstraktne (ne vidi se pravi razlog zbog koga se sklapa pravni posao) i kauzalne (vidi se pravni razlog-kupoprodaja).[5]
2. Sudska presuda u formalnom smislu predstavlja akt koji donosi sud po sudskom postupku, a u materijalnom smislu to je pojedinačan pravni akt kojim se određuje sankcija. Da bi se mogla izreći sankcija, treba prethodno utvrditi da li postoji uslov za njenu primenu. Zato se sudskim aktom prvo utvrđuje postojanje prekršaja pa se tek onda određuju sankcije. Postoji potpun sudski akt (obuhvata utvrđivanje prekršaja i izricanje sankcije) i nepotpun sudski akt (sastoji se iz utvrđivanja da prekršaj ne postoji i odluke da se sankcija ne može primeniti). U većini slučajeva sud utvrđuje postojanje prekršaja tek onda kad postoji spor između dve strane u kome jedna od njih tvrdi da postoji prekršaj i traži da se odredi sankcija, dok druga to poriče. Za ovakvu situaciju karakteristično je da subjekti ne znaju tačno kako glase pravni propisi te se sud u tom slučaju pojavljuje kao nepristrasni treći subjekat između dve strane u sporu. Sudski akt ima karakter nepromenljivosti, neopozivosti i nenapadljivosti.[2] Sudskim aktom je spor konačno okončan i više se ne može pokretati. Postoje situacije u kojima se najvišim državnim organima daje za pravo da putem amnestije i pomilovanja spreče primenu sankcija na osnovu sudske presude. U ovakvim slučajevima sudska presuda ostaje punovažna dok se njene posledice poništavaju.

Sličnosti upravnog i sudskog akta su te što se u oba slučaja radi o autoritativnim aktima kojima se primenjuje opšta pravna norma na konkretnu situaciju. Dok se njihove razlike traže u organu koji ih donosi, postupku donošenja, nadležnosti sudova za rešavanje sporova, stepenu vezanosti donosioca zakonom, nepromenljivosti, utvrđivanju, odnosno stvaranju prava, cilju donošenja, inicijativi i usmerenosti, povredi prava, karakteru pravne norme koju sadrže, Upravni akt je konkretan autoritativan akt donet u upravi, a sudski akt je konkretan autoritativan pravni akt donet u sudu.

## Spoljašnje veze
- Donošenje i oblik pravnog akta
- Najčudniji ugovor u istoriji fudbala Архивирано на веб-сајту  (22. август 2009)
- Odluke Ustavnog suda
- Zanimljive sudske odluke
- Bizarni ugovor
- Testament osnivačice PETA